# Bulbine suurbergensis
Bulbine suurbergensis là một loài thực vật có hoa trong họ Thích diệp thụ. Loài này được van Jaarsv. & A.E.van Wyk mô tả khoa học đầu tiên năm 2005.